# Gielgud Theatre
Das Gielgud Theatre ist ein Theater in London, das in der Shaftesbury Avenue nahe dem Piccadilly Circus liegt. Das 1906 eröffnete Theater hieß zunächst Hicks Theatre, bis es 1909 in Globe Theatre umbenannt wurde. Seinen heutigen Namen erhielt es 1994 als Hommage an den Schauspieler John Gielgud.

## Geschichte

### Anfänge
Das Theater wurde von Architekt W. G. R. Sprague für den britischen Theaterschaffenden Seymour Hicks im Louis-seize entworfen. Bei der Eröffnung am 27. Dezember 1906 hatte es zunächst 970 Sitze, die über die Jahre jedoch weniger wurden. Zusammen mit dem Queen’s Theatre, das 1907 gegenüber eröffnet wurde, teilt es sich die Logistik.
Das erste Stück, das im Theater gespielt wurde, war die Musikkomödie The Beauty of Bath von Seymour Hicks und Cosmo Hamilton. 1907 folgte My Darling, ebenfalls von Hicks. Die ersten Erfolge wurden Brewster’s Millions nach einem Roman von George Barr McCutcheon und die Oper Ein Walzertraum von Oscar Straus.
Bei der Musikkomödie The Dashing Little Duke von Hicks spielte dessen Frau Ellaline Terriss die Titelrolle. Es handelte sich um eine Travestiekomödie, bei der sie als Frau einen Mann spielte. Als sie wegen Krankheit ausfiel, übernahm ihr Mann die Hauptrolle. Dabei handelte es sich vermutlich um den einzigen Fall, bei dem eine Schauspielerin durch ihren Mann ersetzt wurde.

### Globe Theatre
Nachdem Hicks 1909 durch den Theaterdirektor Charles Frohman ersetzt wurde, ließ dieser den Namen in Globe Theatre ändern. Premiere unter dem neuen Namen war His Borrowed Plumes von Jennie Churchill (der Mutter des späteren Premierministers Winston Churchill). Ein großer Erfolg wurde das Musical Peg o’ My Heart, das während des Ersten Weltkriegs aufgeführt wurde. Weitere wichtige Stücke waren Fallen Angels von Noël Coward, das 1925 seine Premiere im Globe Theatre hatte sowie Call It a Day von Dodie Smith, das es auf ganze 509 Aufführungen brachte und später verfilmt wurde. 1938 führte John Gielgud Regie für eine Aufführung des Stücks The Importance of Being Earnest, die in den Augen vieler Kritiker als die beste Aufführung des Stückes im 20. Jahrhundert gilt.
Gielgud inszenierte 1949 The Lady's Not for Burning von Christopher Fry. 1960 wurde A Man for All Seasons von Robert Bolt uraufgeführt, das ursprünglich als Hörspiel auf BBC Radio 1954 geschrieben wurde. Terence Frisbys Stück There's a Girl in My Soup wurde schließlich mit 1064 das meistgespielte Stück des Theaters bis Andrew Lloyd Webbers Daisy Pulls It Off (nach einem Stück von Denise Deegan) mit 1180 Aufführungen den Rekord einstellte.
1975 kam der Kater Beerbohm zunächst als Mausefänger in das Theater. Die Katze entwickelte sich zu einem Maskottchen und einer Besonderheit des Theaters, zumal sie bei jeder Produktion mindestens einmal auf der Bühne erschien, sehr zur Freude des Publikums und der Kritiker. Als das Tier im März 1995 starb, widmete die britische Theaterzeitung dem Kater die Titelseite.
1987 wurde das Theater renoviert. Anschließend fanden ebenfalls einige bemerkenswerte Aufführungen in dem Theater statt, darunter Man of the Moment von Alan Ayckbourn, Ein idealer Gatte nach Oscar Wilde, Lettice and Lovage von Peter Shaffer mit Maggie Smith und Margaret Tyzack, Design for Living (bekannt durch die Verfilmung Serenade zu dritt) von Noël Coward sowie eine Neuauflage von Andrew Lloyd Webbers Tell Me on a Sunday.

### Gielgud Theatre
Im Rahmen des Neubaus und der Neueröffnung des Globe Theatre am Südufer der Themse, das aus William Shakespeares Zeit stammte und 1644 abgerissen wurde, erhielt das Theater 1994 seinen heutigen Namen „Gielgud Theatre“, um Verwechselungen zu vermeiden.
In den 2000ern fand die Premiere von Equus statt, die einen damals 17-jährigen Daniel Radcliffe in einer Nacktszene zeigte. Radcliff war damals bereits als Harry-Potter-Darsteller bekannt. Das Stück wurde anschließend auch am Broadway aufgeführt. Weitere Erfolge waren die Bühnenversion von Einer flog über das Kuckucksnest, die Musicals Hair und Avenue Q.
2006 übernahm Cameron Mackintosh und sein Unternehmen Delfont Mackintosh Theatres das Theater. Von 2007 bis 2008 wurde die Fassade erneuert und auch das Innere restauriert. Das Theater wurde als eines von 40 Theatern im Dokumentarfilm Great West End Theatres von und mit Donald Sinden gezeigt.

## Bekannte Produktionen (Auswahl)

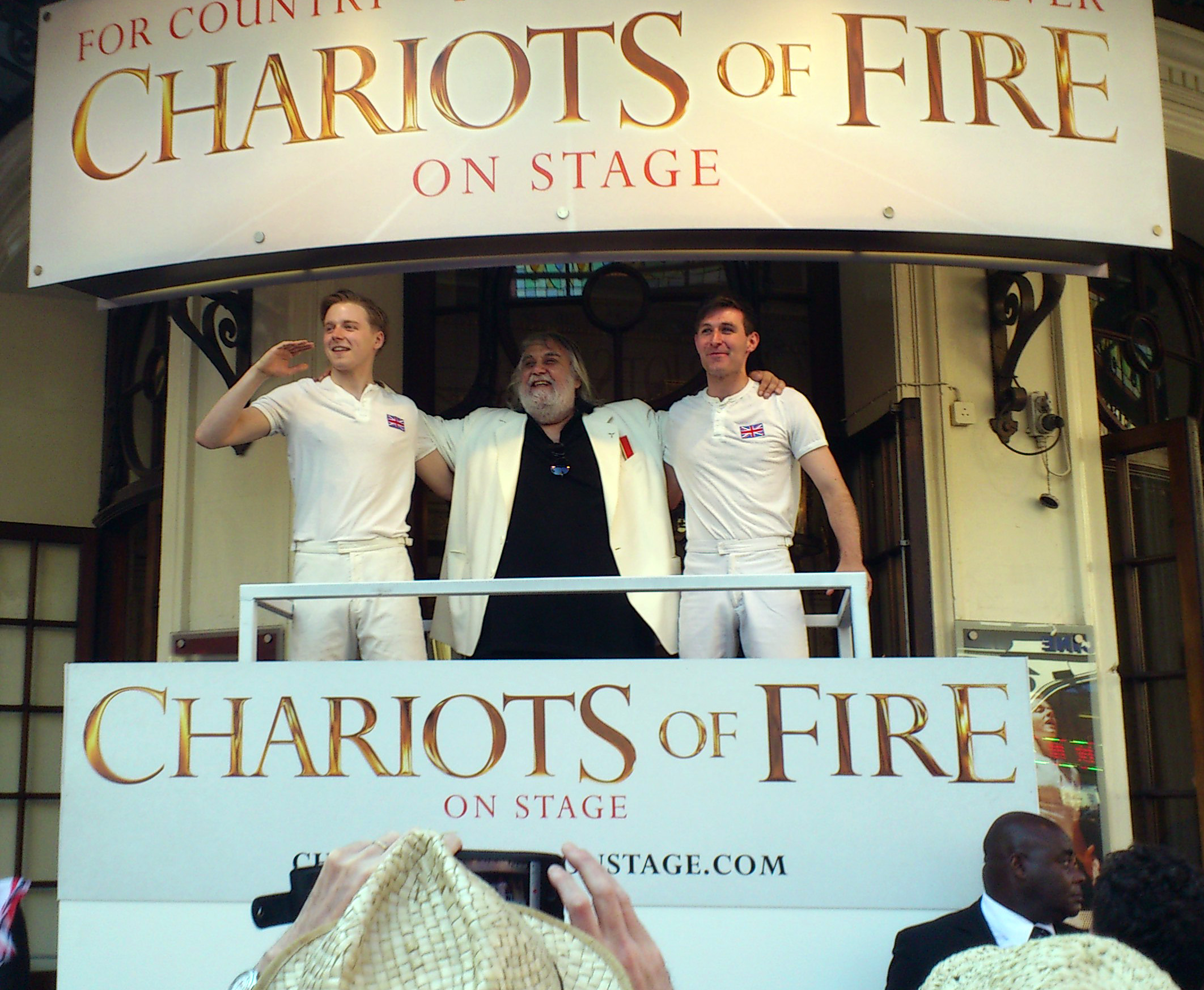
Werbung für Chariots of Fire (zu sehen sind Jack Lowden, Vangelis und James McArdle)

- 1906: The Beauty of Bath von Seymour Hicks und Cosmo Hamilton
- 1907: Brewster's Millions von Winchell Smith & Byron Ongley
- 1908: A Waltz Dream, Oper nach Oscar Straus
- 1914: Kismet nach Edward Knoblock, mit Henry Daniell
- 1916: Peg O' My Heart von John Hartley Manners
- 1920: Fédora von Victorien Sardou, mit Basil Rathbone
- 1925: Fallen Angels von Noël Coward, mit Tallulah Bankhead
- 1929: Canaries Sometimes Sing von Frederick Lonsdale, mit Yvonne Arnaud
- 1931: The Improper Duchess von James B. Fagan, mit Yvonne Arnaud und Frank Cellier
- 1935: Call it a Day von Dodie Smith
- 1939: The Importance of Being Earnest von Oscar Wilde mit John Gielgud (auch Regie)
- 1942: The Petrified Forest von Robert E. Sherwood
- 1949: The Lady's Not for Burning von Christopher Fry, mit Richard Burton in einer Nebenrolle
- 1960: A Man For All Seasons von Robert Bolt, mit Paul Scofield
- 1966: There's a Girl in My Soup von Terence Frisby
- 1966: The Matchgirls von Bill Owen
- 1976: Barry Humphries als Dame Edna Everage
- 1978: The Rear Column von Simon Gray, mit Jeremy Irons, Barry Foster, Simon Ward und Clive Francis
- 1982: Design for Living von Noël Coward, mit Vanessa Redgrave
- 1983: Daisy Pulls It Off von Denise Deegan
- 1987: Lettice and Lovage von Peter Shaffer, mit Maggie Smith und Margaret Tyzack
- 1990: Man of the Moment von Alan Ayckbourn
- 1992: An Ideal Husband von Oscar Wilde (Regie: Peter Hall)
- 1994: An Absolute Turkey, mit Peter Davison
- 1995: Design for Living, mit Rachel Weisz
- 1998: A Song at Twilight von Noël Coward mit Corin Redgrave
- 2002: Humble Boy mit Peter Blythe
- 2004: One Flew Over the Cuckoo's Nest, mit Christian Slater, Frances Barber und Mackenzie Crook
- 2004: We Happy Few von Imogen Stubbs
- 2004: Don Carlos mit Michael Grandage
- 2005: Some Girl(s) von Neil LaBute, mit David Schwimmer und Catherine Tate
- 2006: Frost/Nixon mit Michael Grandage
- 2006: The Crucible nach Arthur Miller von Dominic Cooke
- 2007: Equus, mit Daniel Radcliffe
- 2007: Macbeth, mit Patrick Stewart
- 2008: God of Carnage mit  Ralph Fiennes, Janet McTeer und Ken Stott
- 2012: Chariots of Fire von Harold Abrahams
- 2013: Strangers on a Train von Craig Warner nach Patricia Highsmith
- 2017: The Ferryman mit Ivan Kaye